# Quierzy
Quierzy (früher Cariciacum, Carisiacum, Charisagum, Karisiacum) ist eine französische Gemeinde mit 419 Einwohnern (Stand 1. Januar 2022) im Département Aisne und der Region Hauts-de-France. Sie gehört zum Arrondissement Laon und zum Gemeindeverband Chauny-Tergnier-La Fère Die Einwohner werden Cheriziens und Cheriziennes genannt.

## Geografie
Die Gemeinde Quierzy liegt an der Oise und am parallel verlaufenden Oise-Seitenkanal an der Grenze zum Département Oise, zwischen Noyon und Chauny. Nachbargemeinden von Quierzy sind Marest-Dampcourt im Norden, Manicamp im Osten, Bourguignon-sous-Coucy und Camelin im Süden sowie Brétigny im Westen.

## Geschichte
In der mittleren Kaiserzeit wurden in der Gegend Laeten angesiedelt, unter anderem auf dem Gutshof eines Charisius. 236 wurde der Gutshof erstmals als Charisilittae (Laeten des Charisius) erwähnt.
Quierzy wird im Jahr 605 als „Cariciacum“ erstmals erwähnt, als Protadius, Hausmeier des Königs Theuderich II. aus dem Haus der Merowinger und Favorit der Königinwitwe Brunichild, hier im Feldlager von Angehörigen des Heeres getötet wurde.

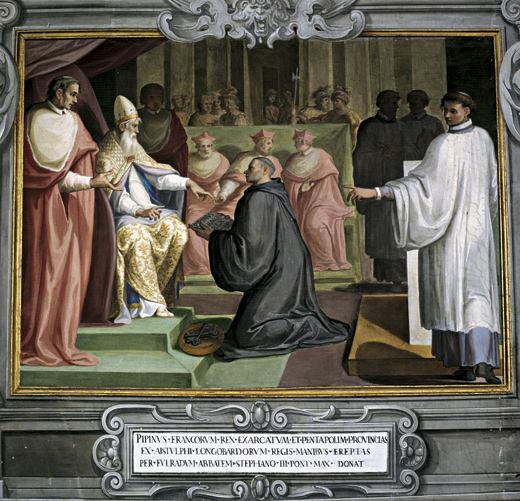
Papst Stephan II. nimmt von Abt Fulrad von Saint-Denis die in Quierzy ausgestellte Schenkungsurkunde Pippins entgegen.

Hundert Jahre später gehörte es zum Besitz der Karolinger. Hier befand sich ihre Königspfalz Quierzy, eine ihrer wichtigsten Residenzen im westlichen Frankenreich, von der heute jedoch nichts mehr zu sehen ist. Hier starb im Jahr 741 Karl Martell, hier befand sich die wichtigste Residenz Pippins des Jüngeren. 754 sicherte König Pippin der römischen Kirche die Rückgabe des von den Langobarden geraubten Besitzes zu (Regesta Imperii I, Nr. 074). König und Papst trafen hier die Beschlüsse, die zur Gründung des Kirchenstaates führten (Pippinsche Schenkung). 771 und gleich mehrfach 775 stellte König Karl ad Cariciaco palatii publici Urkunden für das Kloster Hersfeld aus, in dem er ihm Schutz und andere Rechte gewährte (Weirich, UB der Abtei Hersfeld, auch in Regesta Imperii I,176). Dem Kloster St. Denis bestätigte er hier Besitz in Langobardien (Regesta Imperii I,181). Im Jahr 838 hielten sich die Herrscher Ludwig der Fromme und Karl der Kahle mindestens sieben Mal hier auf (Regesta Imperii I,2,1, 72ff.). Im Jahr 877 erließ Karl der Kahle hier das Kapitular von Quierzy. Seine Urkunde für die Abtei Ste. Bénigne in Dijon endet mit actum Carisiaco palatio imperiali (Chartes or. ant. no. 788, 877; MGH Cap.2, 281, siehe auch Kommentar zu Reg.Imp. I,3,1, 524). Vermutlich wurde die Pfalz wenige Jahre später, 890/891, von den Normannen weitgehend zerstört. 
Das Gebiet um Quierzy blieb Königsland, erst Philipp I.  übertrug es dem Bischof von Noyon, der die Pfalz weiter nutzte und sie erst im 16. Jahrhundert zugunsten des Château de Quierzy am Ufer des Oise aufgab. Das Land gelangt bis zur Französischen Revolution nacheinander in die Hände der Familien Chérisy, Montmorency, Roye, Halluin, Brûlart und Bussy-Rabutin.

### Bevölkerungsentwicklung
| Jahr      | 1962 | 1968 | 1975 | 1982 | 1990 | 1999 | 2007 | 2018 |
| Einwohner | 340  | 335  | 312  | 342  | 362  | 334  | 425  | 415  |

## Sehenswürdigkeiten
- Die Königspfalz Quierzy, die vermutlich östlich des Ortes an der Straße nach Manicamp stand, und von der oberirdisch an Bausubstanz nichts mehr vorhanden ist
- Reste der Burg von Quierzy am rechten Ufer der Oise, die im 16. Jahrhundert anstelle einer Festung der Bischöfe von Noyon errichtet wurde, und von der noch der Teiles eines Turms vorhanden sind (Privatbesitz, Fassaden und Dächer sind seit 1928 als Monument historique eingeschrieben)[1]
- Reste der ehemaligen Benediktinerabtei aus dem Hochmittelalter, seit 2007 als Monument historique eingeschrieben[2]

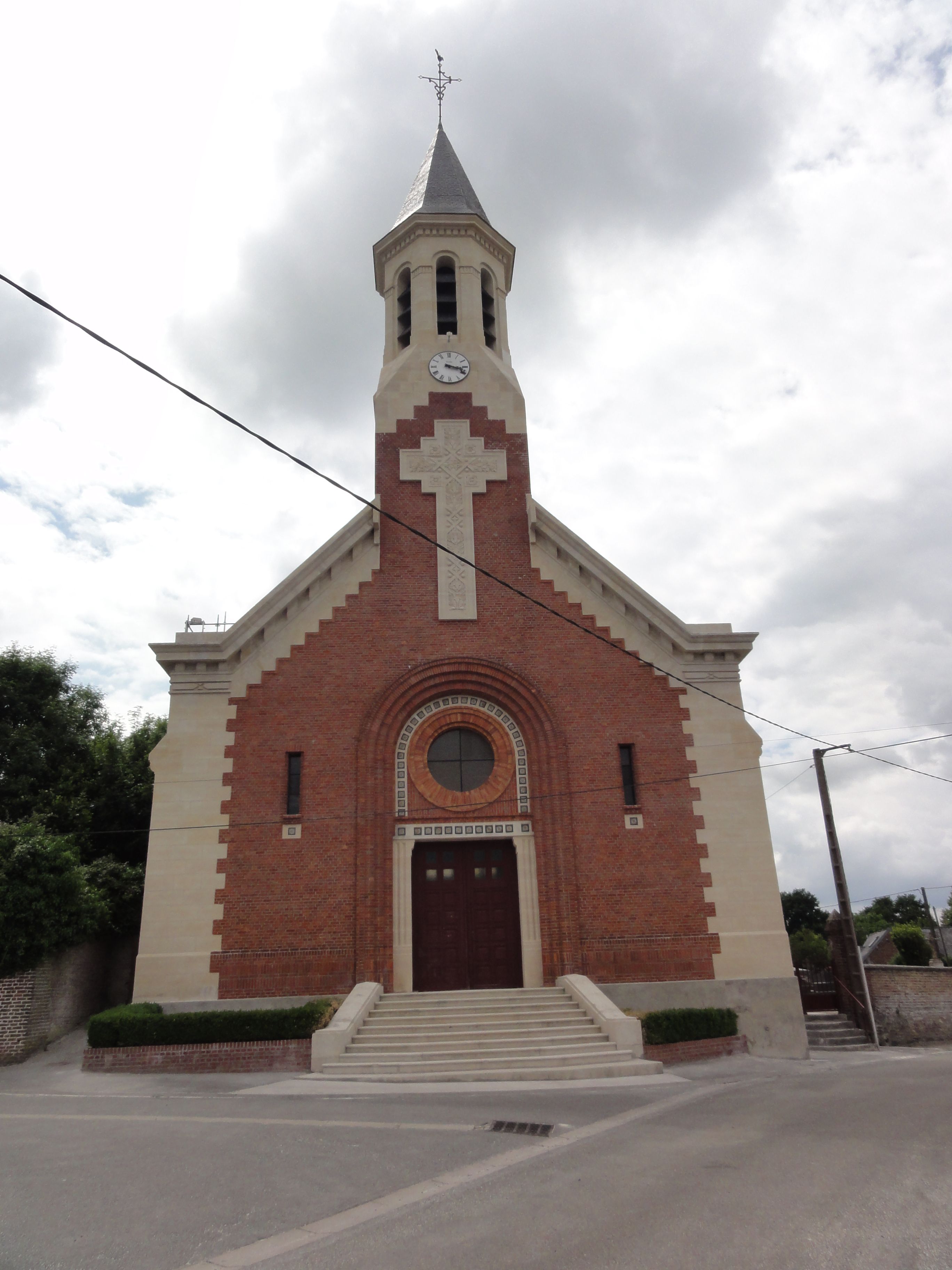
Kirche Notre-Dame
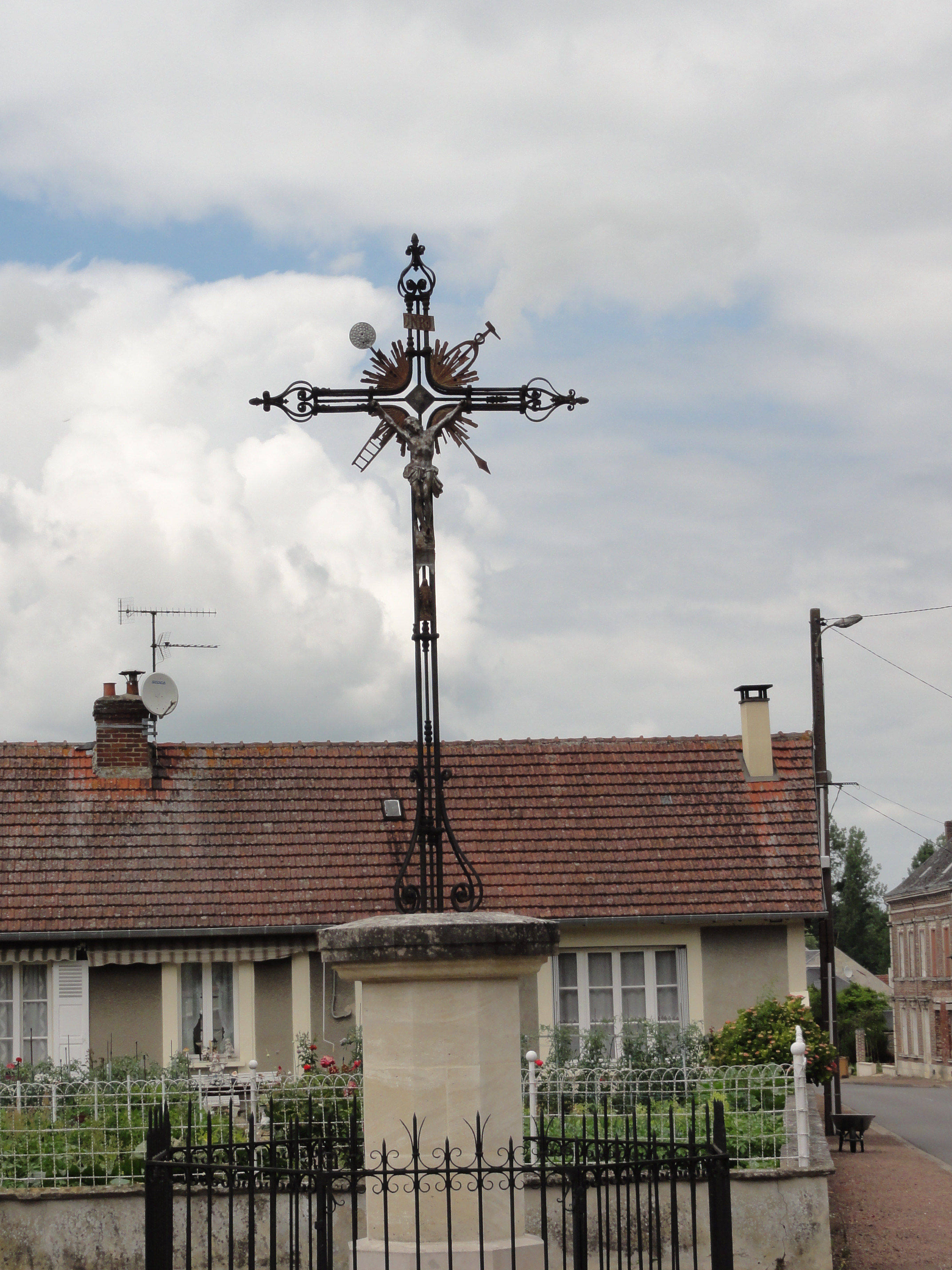
Wegkreuz
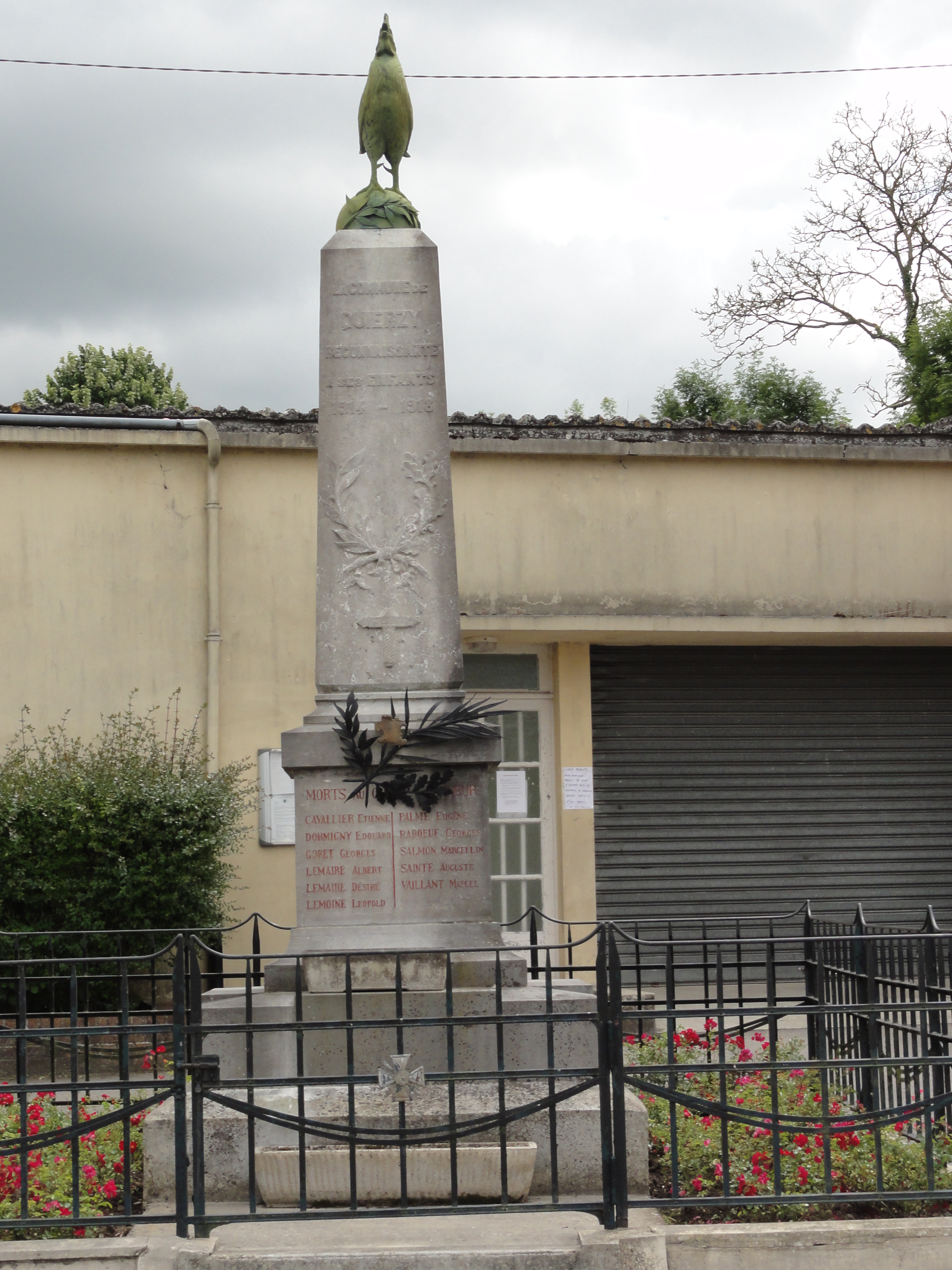
Gefallenendenkmal

- Kirche Notre-Dame
- Wegkreuz
- Gefallenendenkmal